# 이바라메역
이바라메역(일본어: 茨目駅)은 일본 니가타현 가시와자키시에 있는, 동일본 여객철도 신에쓰 본선의 철도역이다.

## 역 구조
상대식 2면 2선 구조의 지상역이다.

### 승강장
| (남쪽 승강장) | ■ 신에쓰 본선 (상행) | 가시와자키 · 나오에쓰 방면 |
| (북쪽 승강장) | ■ 신에쓰 본선        | 나가오카 · 니가타 방면     |

## 역세권 정보
- 가시와자키 시 사토이케 야구장

## 역사
- 1969년 9월 29일 - 일본국유철도의 이바라메 신호장으로서 개설.
- 1964년 12월 8일 - 역으로 승격. 이바라메역개업.
- 1987년 4월 1일 - 민영화에 따라 동일본 여객철도의 소속이 되었다.

## 인접역
| 동일본 여객철도 신에쓰 본선 | 동일본 여객철도 신에쓰 본선 | 동일본 여객철도 신에쓰 본선 |
| --------------------------- | --------------------------- | --------------------------- |
| 가시와자키 나오에쓰 방면    | ■ 보통                      | 야스다 니가타 방면          |